# .info (revista)
.info —originalmente INFO=64— fue una revista de informática que cubría temáticas sobre las computadoras Commodore 8-bit y más tarde las Amiga. Se publicó desde 1983 hasta 1992 para Estados Unidos y Canadá.

## Historia
INFO=64 comenzó como un boletín publicado por su fundador, Benn Dunnington, operando desde una habitación libre en su casa. Después de algunos problemas, decidió expandirlo a una revista hecha y derecha.
Los primeros números de la revista fueron publicados por Dunnington operando como una empresa unipersonal en el estado de Washingon, Estados Unidos. Después de algunos problemas trasladó la empresa a Iowa, eventualmente como una incorporation llamada Info Publications, Inc. A su vez, se convirtió en una sociedad de responsabilidad limitada —Info Publications Ltd—, que publicó la revista hasta su desaparición.
INFO=64 se produjo usando computadoras personales. Una declaración editorial en cada número explica que la revista fue producida usando solamente "lay equipment" como computadoras personales y cámaras de 35 mm, que estaban disponibles para el público general a bajo costo. Los primeros números fueron escritos usando una Commodore 64 y una impresora de matriz de puntos, dando a la revista un aspecto hecho a mano distintivo.
La revista pronto cambió a un aspecto más profesional usando impresoras láser, software de prensa y software de GEOS para las Commodore de 8-bit, antes de cambiar su enfoque editorial de plataforma sobre la cual tratar hacia Amiga, y cambiando su nombre a .info, que casualmente era la extensión de archivo de los archivos de íconos de Amiga.
La Computer Press Association nombró a .info como uno de los dos subcampeones en la categoría de Best Computer Magazine - Circulation Less Than 50 000 en su séptima ceremonia anual de premios en abril de 1992.
Irónicamente, .info se encontraba en serios problemas financieros para entonces, y el editor estaba buscando desesperadamente a alguien que comprara la propiedad de la revista. La revista cerró sus puertas en abril de 1992, y el 20 de septiembre los activos de la revista fueron rematados.
A lo largo de su recorrido, .info absorbió tres revistas pioneras sobre Commodore que dejaron de publicarse durante la «gran extinción» que golpeó a las revistas de computación a finales de 1980: la revista Midnite Software Gazette de Jim Oldfield y James Strassma, RoboCity News de Mitch Lopes, y Transactor de Chris Zamara y Nick Sullivan.
La serie completa de toda la tirada completa de la revista .info, incluyendo fotocopias del boletín original, junto con otros documentos relacionados con la revista, se encuentran en la biblioteca de la Sociedad Histórica del Estado de Iowa, en Iowa City. Páginas escaneadas y el texto completo de la mayoría de los temas de INFO están disponibles en archive.org.

## Personal y escritores
- Benn Dunnington - fundador, editor, redactor
- Mark R. Brown - jefe de redacción
- Tom Malcom - editor más antiguo
- Jim Oldfield - redactor asociado (luego de la adquisición de Midnite Software Gazette)
- Carol Brown - directora de publicidad (hasta el número 31)
- Anna Folkers - directora de publicidad (números 32-49)
- Megan Ward - directora de arte y producción
- Kent A. Embree - asistente de arte y producción
- Tony Bodensteiner - asistente de arte y producción
- Marty Amorin - administrador de datos (primeras ediciones)
- Judith Kilbury-Cobb - administradora de datos (hasta el número 47) / personal de redacción
- Krista L. Kapacinskas - administradora de datos (número 49)
- Chris Zamara - editor técnico (luego de la adquisición de The Transactor)
- Nick Sullivan - editor técnico (luego de la adquisición de The Transactor)
- Bradley W. Schenck - editor contribuyente / columnista gráfico
- Harv Laser - editor contribuyente / columnista multimedios
- Peggy Herrington - editora contribuyente / columnista de música y sonido (hasta el número 42)
- Bob Lindstrom - editor contribuyente / columnista de música (ediciones 44-49)
- Oran J. Sands III - editor contribuyente / columnista de video
- Jeff Lowenthal - editor contribuyente / columnista de dominio público
- Don Romero - editor contribuyente / columnista de GEOS y gurú de parodia de revista de computación 'CHUMP'
- Jim Meyer - editor contribuyente / crítico de productividad de software
- Mort Kevelson - editor contribuyente / crítico de hardware
- Gregory Conley - editor contribuyente / caricaturista
- Warren Block - editor contribuyente
- David Martin - escritor
- Bob Baker - escritor
- Daniel Barrett - escritor
- Mindy Skelton - escritora
- Jim Butterfield - escritor
- Dave Haynie - escritor